# Рокицана, Ян

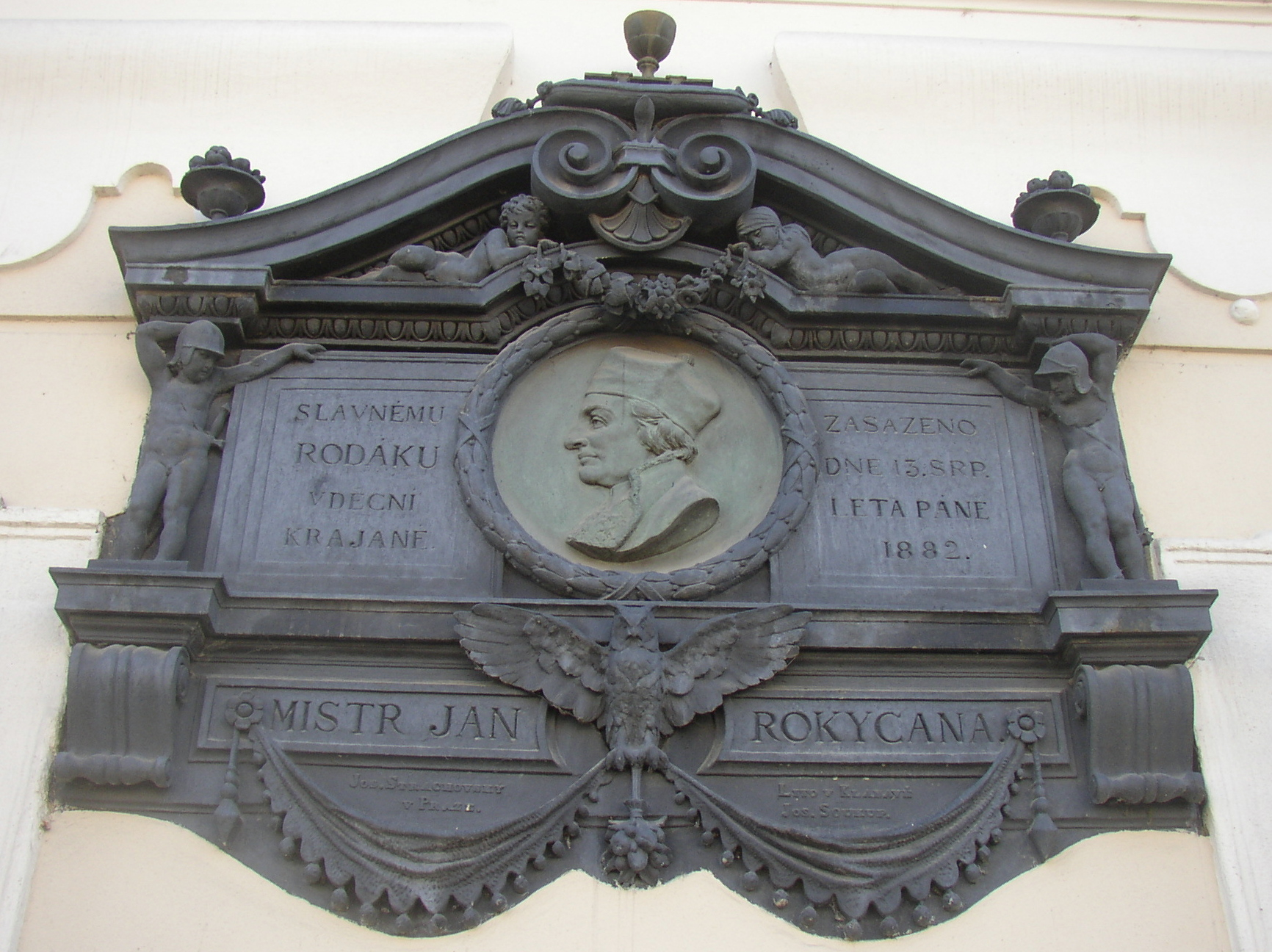
Мемориальная доска Яна Рокицана на ратуше в его родном городе Рокицане

Ян Рокицана (Иоанн Рокицана) (англ. John of Rokycan, Jan of Rokycany, чеш. Jan Rokycana, Jan z Rokycana, Jan z Rokycan, ок. 1396, Рокицани, Западная Чехия — 21 февраля 1471, Прага) — гуситский богослов, генеральный викарий Пражской архиепархии, избранный гуситами, но не признанный Римом архиепископ Праги. 

## Жизнь
На Базельском Соборе произнес длинную речь, продолжавшуюся три дня (16, 17 и 19 января 1433), в которой стремился доказать необходимость причащения под обоими видами.
Являясь одним из лидеров умеренных гуситов — каликстинцев, Рокицана смог достичь определённых договорённостей с католиками, благодаря чему был избран Пражским архиепископом. Тем не менее, Папа так и не признал избрания епископа Рокицаны архиепископом. Жёсткая позиция Рима побудила Рокицану искать поддержки среди Восточных церквей. В 1450 году прошли благоприятные переговоры послов Рокицаны с Константинопольским патриархом. Однако реальных последствий они не имели, так как тремя годами позже Константинополь пал под напором османов.
Рокицана также использовал своё влияние на короля Йиржи, чтобы добиться разрешения для создания остатками таборитов отдельного поселения. Благодаря этому разрешению в Кунвальде возникла община чешских братьев, возглавляемая Петром Хельчицким и племянником Рокицаны Ржегоржем (Григорием) Крайчи.

## Работы
- Postilla — собрание на основе его лекций за период с 1453 по 1457 гг., произведённое его студентами; вероятно наиболее интересным является чешская постилла, так как она не рассматривает богословские проблемы, а сосредоточена на повседневных проблемах людей того времени.
- Latinská postilla
- Výklad zjevení svatého Jana — обсуждение откровений святого Иоанна Богослова
- Kázání u Kutné Hory — проповеди в Кутна-Горе
- Řeči pronesené na koncilu Basilejském — выступления в Базельском соборе
- Synodální řeči — выступления в Синоде
- O sedmi vášních a vadách — семь чувств и проблем, его величайший грех
- Acta synodální — акты Синода
- Latinský slovník — латинский словарь
- Tractatus de eucharista
- Tractatus de septem sacramentis
- Contra sex propositiones trivolas doctorum apostatarum

Также он был упомянут некоторыми источниками в качестве автора нескольких песен.
- Vítaj milý Jezu Kriste — добро пожаловать, дорогой Иисус Христос
- Zdrávas dievko
- Cierkev svatá v posledních dnech velmi neznamenitá — «В последнее время святая церковь очень не популярна» — здесь он пишет не только текст, но и мелодию.